# Camptoneuromyia hamamelidis
Camptoneuromyia hamamelidis är en tvåvingeart som först beskrevs av Ephraim Porter Felt 1907.  Camptoneuromyia hamamelidis ingår i släktet Camptoneuromyia och familjen gallmyggor. Inga underarter finns listade i Catalogue of Life.